# Badminton ai Giochi della XXVII Olimpiade
Gli incontri di badminton ai Giochi della XXVII Olimpiade furono disputati al The Dome and Exhibition Complex dal 16 al 23 settembre 2000.

## Calendario
| Uomini |  |  |  |  |  | Doppio |           | Singolare | 2 |
| Donne  |  |  |  |  |  |        | Singolare | Doppio    | 2 |
| Misto  |  |  |  |  |  | Doppio |           |           | 1 |
| Totale |  |  |  |  |  | 2      | 1         | 2         | 5 |

|  | Qualificazioni |  | FINALI |

## Podi

### Uomini
| Evento                      | Oro                                  | Argento                                  | Bronzo                                  |
| Singolo maschile (dettagli) | Ji Xinpeng                           | Hendrawan                                | Xia Xuanze                              |
| Doppio maschile (dettagli)  | Indonesia Tony Gunawan Candra Wijaya | Corea del Sud Lee Dong-soo Yoo Yong-sung | Corea del Sud Ha Tae-kwon Kim Dong-moon |

### Donne
| Evento                       | Oro                | Argento                    | Bronzo                  |
| Singolo femminile (dettagli) | Gong Zhichao       | Camilla Martin             | Ye Zhaoying             |
| Doppio femminile (dettagli)  | Cina Ge Fei Gu Jun | Cina Huang Nanyan Yang Wei | Cina Gao Ling Qi Yiyuan |

### Misto
| Evento                  | Oro                     | Argento                                 | Bronzo                                |
| Doppio misto (dettagli) | Cina Zhang Jun Gao Ling | Indonesia Tri Kusharyanto Minarti Timur | Regno Unito Simon Archer Joanne Goode |

## Medagliere
| Posizione | Paese         |   |   |   | Totale |
| --------- | ------------- | - | - | - | ------ |
| 1         | Cina          | 4 | 1 | 3 | 8      |
| 2         | Indonesia     | 1 | 2 | 0 | 3      |
| 3         | Corea del Sud | 0 | 1 | 1 | 2      |
| 4         | Danimarca     | 0 | 1 | 0 | 1      |
| 5         | Regno Unito   | 0 | 0 | 1 | 1      |
| Totale    | Totale        | 5 | 5 | 5 | 15     |